# Анастасия Черногорская
Анастаси́я «Стана» Пе́трович-Не́гош (серб. Анастасија «Стана» Петровић Његош; также известная в России как Анастасия Николаевна, серб. Анастасија Николајевна; 23 декабря 1867 года (4 января 1868), Цетине, Черногория — 15 ноября 1935, Антиб, Франция) — принцесса черногорская, герцогиня Лейхтенбергская и русская Великая княгиня. Супруга герцога Георгия Максимилиановича Лейхтенбергского, а затем великого князя Николая Николаевича. Дочь короля Николы I Черногорского и его жены Милены Вукотич. Родная сестра великой княгини Милицы Николаевны и королевы Италии Елены, тётка княгини императорской крови Елены Петровны.

## Биография
Стана родилась 23 декабря 1867 (4 января 1868) года в православной семье князя Николы I Негоша, черногорского владыки, состоявшего в браке с Миленой Петровной Вукович, дочерью местного воеводы.
Анастасия, как и три её сестры Елена, Милица и Мария, по желанию родителей училась в Смольном институте в Петербурге. Здесь же случилась и первая трагедия в их семье: после недолгой болезни скончалась Мария (1869—1885). Через несколько лет в 1890 умрёт старшая сестра — Зорка (1864—1890), бывшая замужем за претендентом на престол Сербии Петром Карагеоргиевичем. Ещё в Смольном все стали называть Стану Анастасией. Под этим именем она и вошла в императорскую семью.

### Первый брак
Никола I Петрович решил, что в интересах Черногории Стана должна остаться в России.
16/28 августа 1889 год в Петербурге Стана вышла замуж за Георгия Максимилиановича, 6-го герцога Лейхтенбергского (1852—1912), сына Максимилиана Лейхтенбергского де Богарне и великой княгини Марии Николаевны. Это был тридцатисемилетний вдовец, имевший сына Александра от первой супруги — принцессы Терезии Ольденбургской (1852—1883). Брак был заключён без взаимной любви. Принцесса оказалась несчастлива в своём замужестве. Отношения между супругами были отчуждённо-прохладными. Герцог большую часть времени проводил во Франции, оставляя молодую жену в одиночестве.
В этом браке родились 2 детей:
- Сергей (1890—1974) — в браке никогда не состоял
- Елена (1892—1971) — в июле 1917 года в Ялте вышла замуж за графа Стефана Тышкевича. В браке родилась одна дочь:
  - графиня Наталия Роз-Мария Тышкевич (16.1.1921-23.3.2003) — замужем не была, имела одну дочь

При дворе многие сочувствовали Анастасии Николаевне. Сердечно к ней отнеслась и императорская чета. Александра Фёдоровна и Николай II принимали у себя Анастасию и её старшую сестру Милицу Николаевну, ставшую женой великого князя Петра Николаевича, сами нередко навещали сестёр. Николай II стал крёстным отцом первенца Анастасии, сына Сергея.

### Второй брак
Познакомилась с великим князем Николаем Николаевичем в доме своей сестры и его свояченицы Милицы; у них начался любовный роман. Брак их был невозможен, пока она была замужем за герцогом Лейхтенбергским, фактически покинувшим её. Георгий Максимилианович дал согласие на развод, который состоялся 15 (28) ноября 1906 года. Но в семье Романовых развод восприняли отрицательно, несмотря на просьбы великого князя Николая Николаевича.
29 апреля (12 мая) 1907 года, в Ялте, сочеталась браком с Николаем Николаевичем; ей было сорок лет, жениху пятьдесят; на церемонии присутствовали только самые близкие. Детей у них не было.
Оба мужа Анастасии были внуками российского императора Николая I. Её сестра Милица была замужем за деверем Анастасии — Петром Николаевичем.

## Политическая активность
Анастасия отличалась особенной политической активностью, как отмечало окружение Николая Николаевича, их брак положительно повлиял на несдержанный характер великого князя, «сделал его более вдумчивым в свою роль — роль старшего из всех родственников царя». Сёстрам приписывали какое-то таинственное влияние на характер и направление российской внешней политики, и думали, что они подогревают честолюбивые помыслы своих мужей.
Стана и Милица были очень близки к семье Николая II. Они сумели завоевать доверие Александры Фёдоровны. Современники считали, что одинокой и холодно принятой русским двором молодой императрице остро не хватало дружеского участия, и «черногорки», воспользовавшись этим, быстро нашли путь к её сердцу. Репутация у них была далеко не идеальной — сёстры были увлечены мистицизмом и оккультными науками, и вообще были неравнодушны к деятельности всевозможных «старцев», «целителей» и шарлатанов. Великий князь Александр Михайлович писал:

Суеверные, простодушные, легко возбудимые, эти две черногорские княжны представляли собой лёгкую добычу для всякого рода заезжих авантюристов… В своих разговорах они были совершенно безответственны.
Именно сёстры-черногорки впервые познакомили императорскую семью с Григорием Распутиным. Об этом свидетельствует запись в дневнике Николая II за 1 ноября 1905 года:

1 ноября. Вторник.
Завтракали: кн. Орлов и Ресин (деж.). Погулял. В 4 часа поехали на Сергиевку. Пили чай с Милицей и Станой. Познакомились с человеком Божиим — Григорием из Тобольской губ.— 
Потом разочаровались в нём и вели с бывшим «другом» непримиримую борьбу.
Высшие сановники Российской империи сестёр-черногорок не жаловали и иронично называли их «черногорка № 1» и «черногорка № 2», а то и «галками» и «черногорскими пауками». С. Ю. Витте дал им уничижительную характеристику:

Ох уж эти черногорки, натворили они бед России… Чтобы рассказать какие пакости они натворили, нужно написать целую историю; не добром помянут русские люди их память.

Рассказывая о бесконечных требованиях денег, поступающих к нему от черногорок, он пишет:

Я воображаю, сколько эти сёстры потом на меня клеветали императрице. Вообще эти особы крепко присосались к русским деньгам.

Во время революции 1917 года Анастасия вместе с супругом и другими членами императорской семьи эвакуировалась в Крым; на британском судне в ходе Крымской эвакуации 1919 года вывезена в 1919 в Европу. Некоторое время они гостили в Генуе у короля Виктора Эммануила III, мужа сестры Анастасии, Елены. После чего переехали в Париж, а затем и в Антиб, где Анастасия Николаевна умерла 15 ноября 1935. Была похоронена рядом с мужем в крипте церкви Святого Михаила Архангела в Каннах. В 2015 г. прах великого князя Николая Николаевича и его супруги был перевезен в Россию и 30 апреля перезахоронен в мемориальном комплексе героев Первой Мировой войны на Соколе.

## Общественная деятельность
Анастасия Черногорская была известна своим участием в благотворительной и общественной деятельности. В частности, она была попечительницей «Школы Петра Георгиевича Ольденбургского» (предназначалась для девочек из небогатых семей, которая должна была давать им общее и профессиональное образование) с 1897 до 1917 года.

## Перезахоронение
В 2014 году внучатые племянники Николая Николаевича князья Николай Романович и Димитрий Романович обратились к правительству России с просьбой о перезахоронении останков великого князя Николая Николаевича и его супруги в России. Идею о перезахоронении поддержал спикер Государственной думы РФ С. Е. Нарышкин. 1 декабря 2014 года премьер-министр РФ Д. А. Медведев подписал указ о создании межведомственной рабочей группы по организации церемонии переноса из Франции и захоронения в Москве праха великого князя Николая Николаевича и его супруги великой княгини Анастасии Николаевны.
30 апреля 2015 года останки Анастасии Николаевны и её супруга были перезахоронены в часовне в честь Преображения Господня на Братском воинском кладбище в Москве.